# Museo archeologico dell'Alto Adige
Il Museo archeologico dell'Alto Adige (già Museo Archeologico Provinciale) (in tedesco Südtiroler Archäologiemuseum) è un museo con sede a Bolzano, celebre perché ospitante Ötzi, la mummia di Similaun.

## Esposizioni
Oltre alla mummia del Similaun, il museo presenta importanti raccolte dall'area dell'Alto Adige. L'esposizione parte dal Paleolitico, per terminare, ordinata cronologicamente, con l'Alto Medioevo (epoca carolingia). Sono presenti anche dei menhir preistorici. 
Accanto alla mostra permanente si susseguono negli spazi museali anche mostre temporanee, convegni e conferenze. Testimoniano la vita degli abitanti altoatesini in epoca romana le numerose ricostruzioni di insediamenti romani nel bacino della Valle dell'Adige e reperti rinvenuti in quest'area.

## L'edificio
L'edificio, nella centrale via Museo, si trova di fronte al Museo civico. Originariamente si trattava della sede della imperiale Banca Nazionale Austriaca. A partire dal 1919 e fino agli anni novanta fu sede della Banca d'Italia.